# Rito doppio
Un rito doppio è una particolare forma nella recita dell'Ufficio divino un tempo in uso nella liturgia cattolica per una festività particolarmente solenne. Era così denominato perché dotato di primi e secondi vespri e le antifone venivano ripetute per intero prima e dopo ogni salmo delle ore canoniche maggiori .
Per feste di minore solennità si usava il rito semidoppio e il rito semplice. La definizione delle diverse tipologie di rito si deve alla riforma liturgica di Pio V con la Bolla "Quod a Nobis"  promulgata il 9 luglio 1568. Lo scopo di questa distinzione era di dare uniformità in tutta la Chiesa cattolica in merito alle celebrazioni dei santi.
In seguito alla riforma del breviario fatta da Clemente VIII nel 1602, il rito doppio venne suddiviso in quattro categorie in base al diverso grado di solennità: prima classe, seconda classe, maggiore, minore.
Una modifica importante nella suddivisione dei riti avvenne in occasione delle riforme liturgiche di Pio X, con l'accrescimento di grado e importanza dell'Ufficio domenicale che venne generalmente anteposto alle feste dei Santi.
La riforma liturgica di Giovanni XXIII ha soppresso l'antica suddivisione dei riti semplificandoli in I, II, III e IV classe, senza comunque intaccare la suddivisione delle festività.